# Дон Жуан де Марко
«Дон Жуан де Марко» (англ. Don Juan DeMarco) — американська мелодрама 1995 року.

## Сюжет
Головний герой називає себе Доном Жуаном, його забирають в психіатричну лікарню, де за нього береться старий лікар Джек Міклер. Розповіді Дона Жуана допомагають повернути лікареві втрачену молодість духу, свіжість почуттів і здатність мріяти, що змушує переглянути своє відношення до своєї дружини.

## У ролях
| Актор              | Роль                |
| ------------------ | ------------------- |
| Марлон Брандо      | доктор Джек Міклер  |
| Джонні Депп        | Дон Жуан            |
| Фей Данауей        | Мерилін Міклер      |
| Жеральдін Пелас    | Дона Ана            |
| Боб Діші           | доктор Пол Шоуолтер |
| Рейчел Тікотін     | Дона Інес           |
| Таліса Сото        | Дона Джулія         |
| Маріта Джераті     | жінка в ресторані   |
| Річард С. Сарафян  | детектив Сай Тобіас |
| Тереза Г'юз        | бабуся ДеМарко      |
| Стівен Сінгер      | доктор Білл Дансмор |
| Френк Луз          | Дон Антоніо         |
| Кармен Ардженціано | Дон Альфонсо        |
| Джо Чампа          | Султана Гулбейаз    |
| Естер Скотт        | медсестра Альвіра   |
| Нада Деспотовіч    | медсестра Глорія    |
| Гілберт Льюїс      | суддя Рейланд       |
| Томмі Лістер       | Рокко Комптон       |

## Цікаві факти
- Джонні Депп у фільмі говорить з іспанським акцентом, який він вивчав по серіалу «Острів фантазій» (1978) з Рікардо Монтальбаном в головній ролі.
- Музика до фільму записувалася в Англії, у Лондонській студії «Whitfield Street Studio» за участю London Metropolitan Orchestra.
- Під час зйомок інтимних сцен у фільмі «Дон Жуан де Марко» надто татуйованого Деппа довелося іноді заміняти дублером (фрагмент з дамою з ресторану).
- Костюми для Джонні Деппа були розроблені дизайнером Кеннетом Смайлі.
- Фрагменти зйомок на острові Ерос фільму проходили на Гаваях.
- Джонні Депп погодився зніматися в цьому фільмі тільки за умови, що на роль психіатра буде запрошений його друг Марлон Брандо.
- Коли знімали епізод розмови Дон Жуана і доктора Міклера за столом про неузгодженості в оповіданнях першого про самого себе, всі репліки Дон Жуана були переписані заново безпосередньо перед самим початком зйомок. Таким чином, у Джоні Деппа абсолютно не було часу не тільки на те, щоб якось відрепетирувати свої репліки, а й на те, щоб елементарно запам'ятати свій текст. Положення врятував Марлон Брандо. Він поговорив з режисером і оператором, щоб дізнатися, як буде зніматися епізод, а потім вирізав репліки Джонні з сценарію і наклеїв їх на чашку кави, яку взяв у руку. Після цього протягом всієї зйомки епізоду великий Брандо ухитрився тримати в руці чашку кави так, щоб наклеєні на ній вирізки було добре видно Джонні Деппу, але при цьому жодного разу не потрапили в «поле зору» камери!
- Поява в цьому фільмі стало першою і єдиною роллю в кіно молодої і багатообіцяючої американської співачки Селени (1971–1995), убитої 31 березня 1995 власною подругою Йоландою Сальдівар, президентом її власного фан-клубу. Фільм вийшов у прокат через тиждень після загибелі співачки.